# ベンジャミン・ウォーターハウス・ホーキンズ
ベンジャミン・ウォーターハウス・ホーキンズ（Benjamin Waterhouse Hawkins、1807年2月8日 ‐ 1894年1月27日）は、イギリスの彫刻家、博物学者である。

## 生涯
ベンジャミン・ウォーターハウス・ホーキンスとも呼ばれる。
ロンドンで生まれる。彫刻家、画家のウィリアム・ベーネスに学んだ。20歳の時に自然史、地質学を学ぶ。エドワード・スミス＝スタンリーのために生物の研究を行う。1854年にロンドン地質学会の会長。
恐竜や古生物に関する作品をいくつか残しており、特にイグアノドンの彫刻が有名。

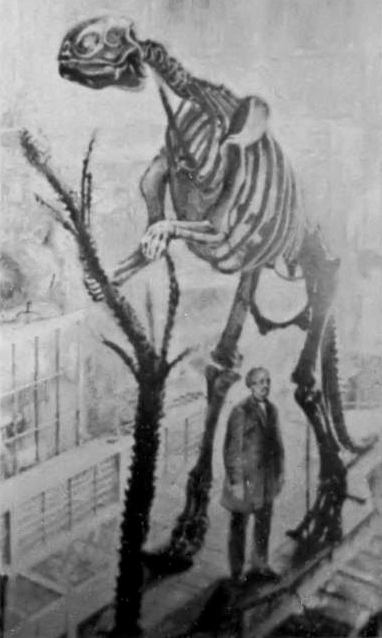
ハドロサウルスの骨格とベンジャミン・ウォーターハウス・ホーキンス

## ギャラリー

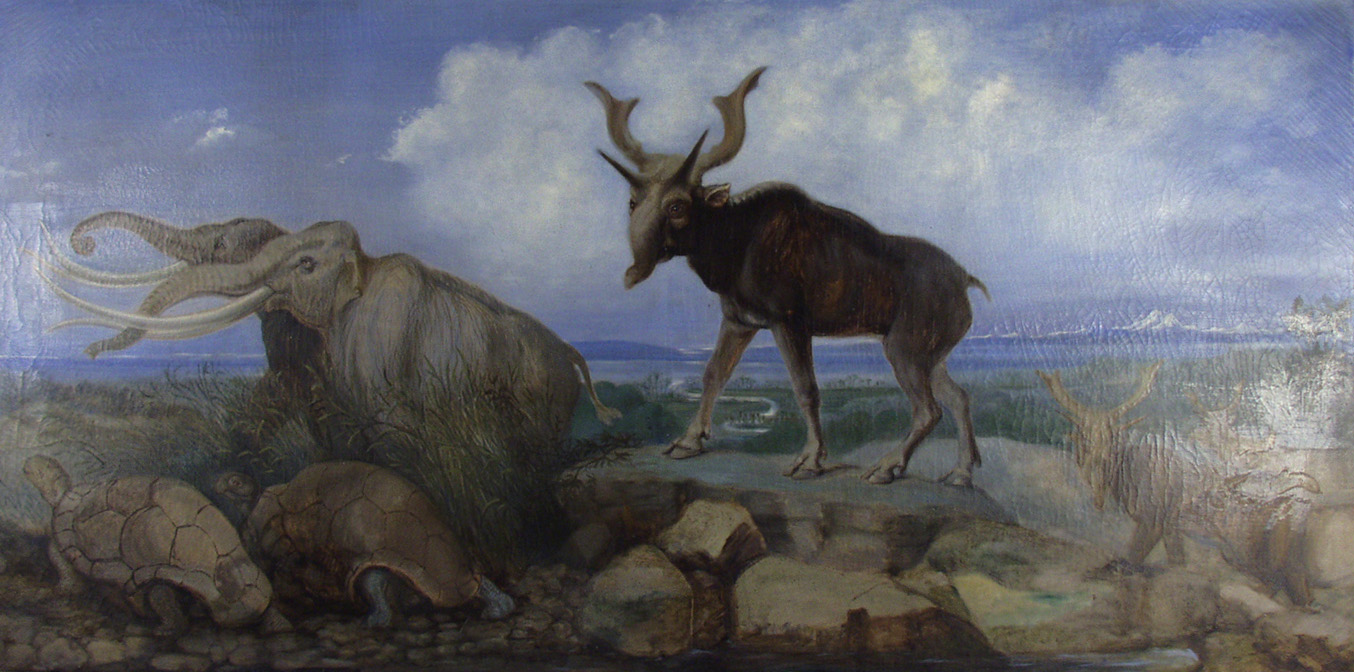
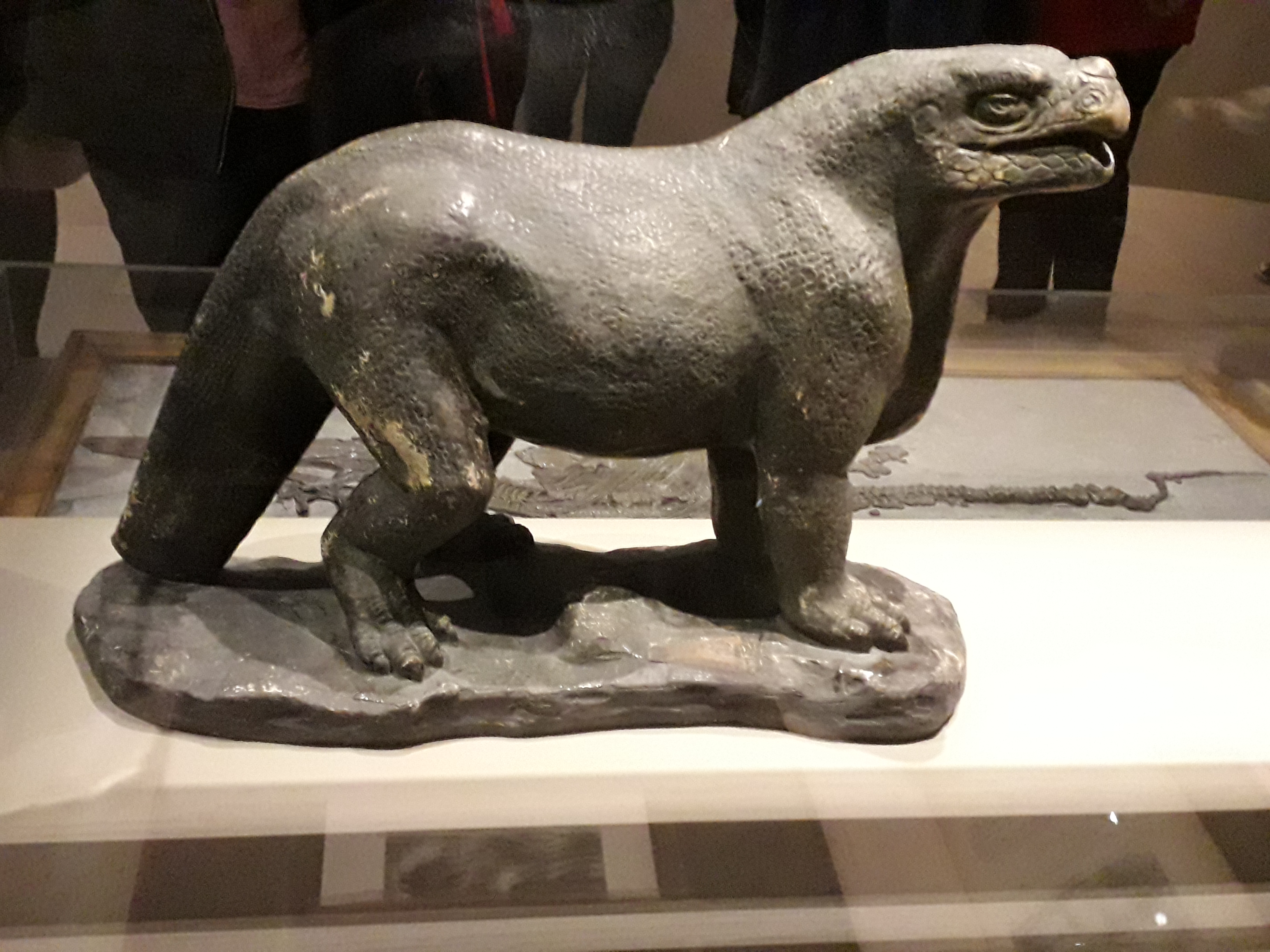
1854年作　イグアノドン
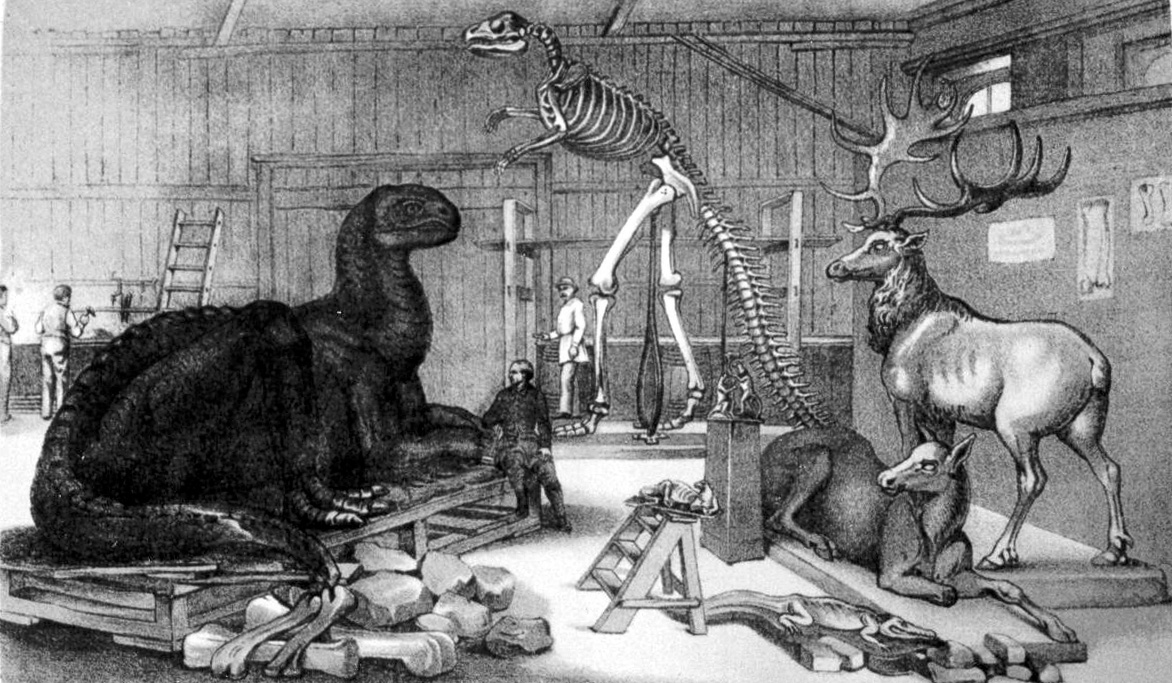